# Колошин, Анатолий Иванович
Анатолий Иванович Колошин (род. 18 июня 1941, Новгород-Северский, Черниговская область) — советский и украинский мастер-резчик, заслуженный мастер народного творчества Украины, президентский стипендиат, член Национального союза художников Украины и Национального союза мастеров народного искусства Украины, лауреат областной премии имени Михаила Коцюбинского.

## Биография
В 1961 году окончил Яворовскую школу народных ремесел во Львовщине.
Позже работал творческим мастером в Новгород-Северском лесхоззага, в художественных мастерских Укрхудфонда.
Начиная с середины 1970-х работал над возрождением полесской черниговской резьбы, в результате чего появилась плеяда черниговских резчиков нового поколения (Анатолий Иваньков, Виктор Ворожбит, Анатолий Бондаренко из Новгород-Северского, Александр Колоша из Чернигова и другие).
Вырезает сувенирные тарелки, полочки, сундуки, хлебницы, посуду и мебель.
Часть работ находятся в музеях Украины и за рубежом. Работы Колошина Анатолия относят к классическим произведениям современного народного искусства.
Является участником более десяти выставок — персональных, общеукраинских и зарубежных.

## Награды
- 2011 — лауреат областной премии имени Миихаила Коцюбинского в номинации «Декоративное и изобразительное искусство». Удостоен звания лауреата премии за многолетний труд по возрождению старинных традиций черниговской резьбы, создания классической школы северского резьбы и весомый вклад в развитие национальной культуры.
- Заслуженный мастер народного творчества Украины.